# Nyke Slawik
Nyke Slawik (Leverkusen, 07 de janeiro de 1994) é uma ativista e política alemã, filiada ao Partido Aliança 90/Os Verdes, eleita em 2021 para o Bundestag, representando o estado da Renânia do Norte-Vestfália. Juntamente à sua colega parlamentar Tessa Ganserer, foram as primeiras pessoas abertamente trans a serem eleitas para o Parlamento Alemão.

## Infância e Educação
Slawik nasceu e foi criada em Leverkusen, em Renânia do Norte-Vestfália, Alemanha, onde a família de sua mãe viveu por várias gerações. Seu pai emigrou da região polonesa da Silésia para Leverkusen no final da década de 70. Nyke tornou pública sua identidade trans em 2011.
Nyke concluiu o ensino médio em 2012 e graduou-se na Universidade de Düsseldorf em Estudos Ingleses e Americanos e Estudos de Comunicação e Mídia. Como estudante, fez um semestre em Leicester, Inglaterra e estagiou no Parlamento Europeu em Bruxelas.

## Carreira política

### Primeiros anos
Em 2009, Slawik juntou-se a Grüne Jugend, associação juvenil ligada ao Partido Verde, onde atuou como Presidenta do Conselho da Grüne Jugend em Düsseldorf de 2013 a 2015. De 2015 a 2017, foi membro do Conselho Estadual da Grüne Jugend e concorreu como candidata para o Landtag de seu estado de origem Renânia do Norte-Vestfália, em 2018. Durante as eleições europeias de 2019 na Alemanha, concorreu como candidata do Partido Verde ao Parlamento Europeu. De 2018 a 2021, Slawik trabalhou como assistente de pesquisa no Parlamento Estadual da Renânia do Norte-Vestfália para os deputados do Partido Verde Wibke Brems e Matthi Bolte.

### Membro do Bundestag
Slawik foi eleita para o Bundestag nas eleições federais alemãs de 2021 pela Aliança 90/Os Verdes representando seu estado. Junto com sua colega Tessa Ganserer, Slawik tornou-se a primeira pessoa abertamente trans a ser eleita para o Parlamento alemão.Também foi a primeira vez, em cerca de 50 anos, que uma pessoa nativa de Leverkusen compõe o parlamento. Ela foi eleita com 11,3% dos chamados "primeiros votos", ficando em 11º colocação na lista dos candidatos do seu partido. Nas eleições federais, os alemães assinalam dois votos: o primeiro num canditato de seu distrito eleitoral e o segundo num partido.

## Posições políticas

### Clima
Slawik apoia ações imediatas a serem tomadas pela Alemanha contra a crise climática, incluindo a eliminação total do carvão até 2030 e a transição para energias 100% renováveis. Ela também é a favor de parar construções de novas estradas e extensões e, em vez disso, investir esse dinheiro no transporte verde.

### Serviços sociais
Slawik é a favor de elevar o salário mínimo para 12 euros por hora e aumentar o valor do benefício ao desempregado, do plano de reformas Hertz IV, para 50 euros, bem como abolir as sanções impostas aos beneficiários do programa que não cumprem certas condições. Ela também indicou que apoia potencialmente a substituição dos benefícios por um sistema mais robusto.

### Justiça social
Para avançar os direitos dos grupos marginalizados na Alemanha, Slawik apoia o estabelecimento de uma lei federal anti-discriminação abrangente, exigindo que as mulheres componham pelo menos 50% dos parlamentos alemães e conselhos executivos de negócios. Ela apoia uma lei de autodeterminação identitária para alemães transgêneros, bem como uma lei para acabar com a diferença salarial entre mulheres e homens. Slawik também apoia um plano nacional para combater o racismo, o sexismo, a transfobia e a homofobia.

### Participação de jovens
Slawik apoia uma possível redução na idade do voto de 18 para 16 anos a fim de facilitar o aumento do envolvimento dos jovens na política.